# تاریخ و جغرافی دارالسلطنه تبریز
تاریخ و جغرافی دارالسلطنهٔ تبریز تألیف نادر میرزا -شاهزادهٔ قاجار- کتاب جامعی در زمینهٔ آب و هوا، آثار تاریخی، ایل‌ها، بازی‌های رایج، پادشاهان، جشن‌های ملی، جنگل‌ها، حاکمان، دانشمندان، رستنی‌ها، رویدادهای مهم، زمین‌لرزه‌ها، سوگواری‌ها، سیل‌ها، شاعران، عروسی‌ها، عشایر، قنات‌ها، گورستان‌ها، محله‌ها، مراسم مذهبی، مسجدها، میوه‌ها، نحوهٔ پخت غذا، نحوهٔ زندگی مردم و نویسندگان شهر تبریز است. این کتاب از جملهٔ مهم‌ترین کتاب‌های تاریخی فارسی چاپ تبریز است.